# Wu Ming

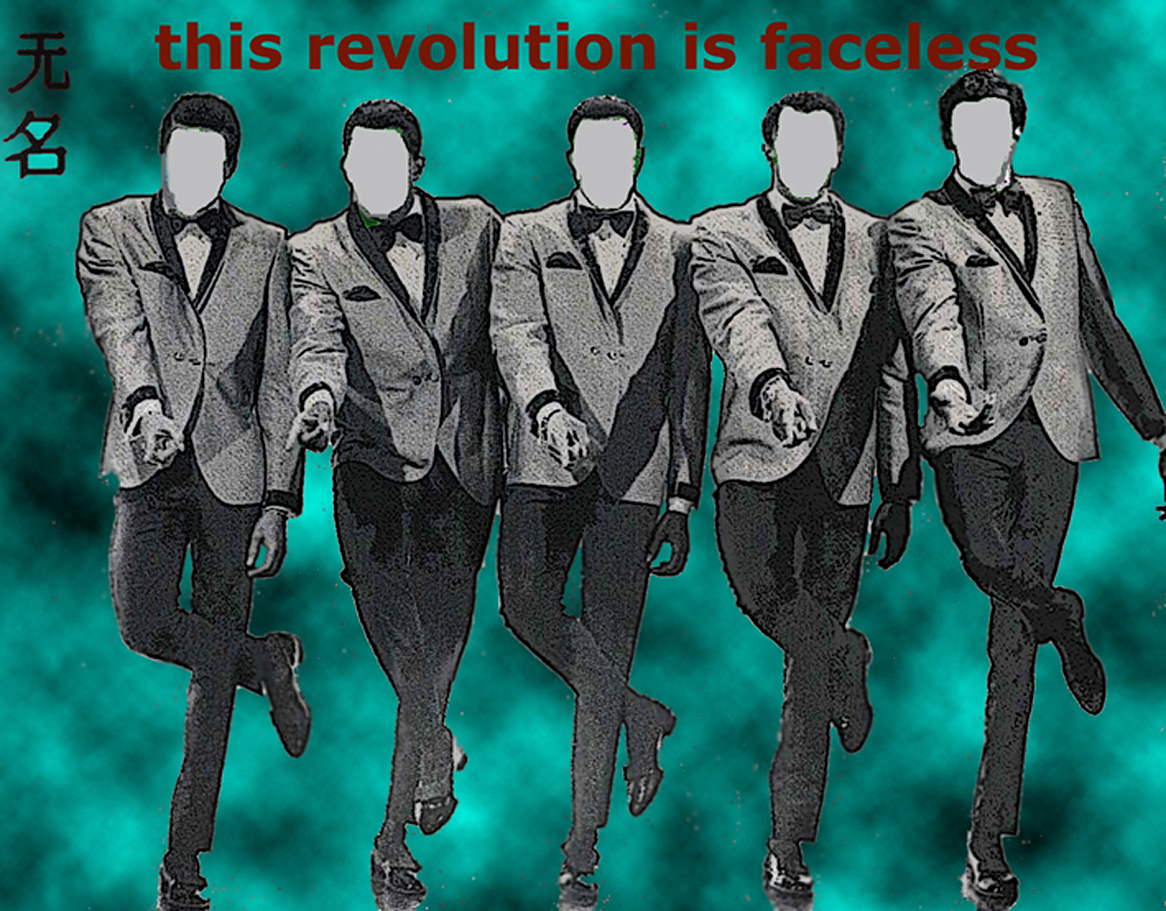
Offizielles Logo der Gruppe Wu Ming von 2001 bis 2008, dem Jahr des Ausscheidens von Wu Ming 3

Wu Ming (= auf Mandarinchinesisch je nach dem Ton des „wu“ entweder „ohne Namen“ oder „fünf Namen“) ist der Name eines ursprünglich (2001 – Frühling 2008) aus fünf Mitgliedern bestehenden italienischen Schriftstellerkollektivs, das im Jahr 2000 aus dem Luther Blissett Project hervorging. Das Autorenkollektiv ordnet sich in politischer Hinsicht den neuen sozialen Bewegungen zu. Die Gruppe lebt und arbeitet in Bologna.
Die Mitglieder des Autorenkollektiv lehnen es zwar ab, sich fotografieren und filmen zu lassen und zeigen auch auf ihrer Webseite keine Bilder von sich, führten und führen aber in Italien umfangreiche Lesereisen durch, so dass ihre Mitglieder durchaus bekannt sind:
- Roberto Bui (Wu Ming 1)
- Giovanni Cattabriga (Wu Ming 2)
- Luca Di Meo (Wu Ming 3 – bis Frühling 2008)
- Federico Guglielmi (Wu Ming 4)
- Riccardo Pedrini (Wu Ming 5)

Wu Ming 3, Luca Di Meo, verließ die Gruppe nach Meldung der Newsletter der Gruppe Giap vom 16. September 2008 aus persönlichen Gründen im Frühling 2008. Im August 2023 wurde bekannt, dass er am 30. Juli desselben Jahres in Bologna verstorben ist.

## Standpunkte

### Arbeitsweise
In ihrer kollektiven Arbeitsweise thematisieren und negieren sie auch die Idee des Autors. Sie beharren darauf, dass es ihn eigentlich nicht gibt, und dass Schreiben – wie auch jede andere Form menschlichen Handelns – immer etwas Kollektives ist. Wenn dem so ist, ist es eine logische Konsequenz, dass niemand ein Urheberrecht, also den Anspruch auf geistiges Eigentum, für sich reklamieren kann.
Inhaltlich spielen alternative Geschichtsmodelle eine Rolle, die der offiziellen Geschichtsschreibung gegenüberstehen. Nicht die Herren und Kaiser seien Träger der Geschichte, sondern jeder Einzelne, die Multitude im Sinne Spinozas und später Antonio Negris/Michael Hardts in Empire.

### Politische Äußerungen
In der COVID-19-Pandemie kritisierte das Kollektiv das Pandemiemanagement der italienischen Regierung und den sogenannten Green Pass. Zwar befürworteten alle Mitglieder die Impfung, kritisierten aber die ungleichen Auswirkungen auf verschiedene gesellschaftliche Gruppen und das einhergehende Potential für rechte Agitation.

## Werke
Einige Romane der Gruppe – vor allem sind hier Asce di Guerra (Kriegsbeile), 54 (auf Deutsch erschienen 2015) und Q (das lange Zeit einzige ins Deutsche übersetzte Werk, 2002 bei Piper) zu nennen – werden ohne Urheberrecht vertrieben und sind auf der Homepage kostenlos herunterladbar.

### 54
„54“ spielt im Jahr 1954 an verschiedenen Schauplätzen, zu einem Großteil aber im Milieu der ehemaligen Kämpfer der Resistenza in Italien und im Schmugglermilieu. Die Geschichte handelt an vielen verschiedenen Orten und nur manchmal kreuzen sich diese Erzählstränge. So spielt auch Cary Grant eine wichtige Rolle, der von den Briten angeheuert wird, um in einem Film Tito darzustellen.
Der Roman 54 beginnt mit den Worten Es gibt keine Nachkriegszeit. Dazu von Radek Krolczyk befragt, erklärte Wu Ming 2: Im Augenblick des Ausgangs des Zweiten Weltkrieges explodieren die postkolonialen Konflikte. Der Krieg endet nicht, er wechselt nur das Territorium. Und Wu Ming 5 ergänzte: Wo der Frieden beginnt, setzt sich der Krieg entlang einer vertikalen Linie fort: gegen Subalterne, gegen Arbeiter und gegen die Armen. Vielleicht sind nicht einmal mehr Waffen notwendig. Es bleibt aber Krieg. Es findet nur eine Verschiebung statt.

### Ufo 78
„Ufo 78“ ergründet anhand vermehrter UFO-Sichtungen während der Entführung Aldo Moros 1978 den gesellschaftlichen Eskapismus in Krisenzeiten. Dabei werden die Bezüge zum Verschwörungsglaube wie auch zum Utopismus herausgearbeitet.

## Werkliste

### Romane
In Italien erschienen:
- Q, noch als Luther Blissett, Turin, Einaudi, 1999, ISBN 88-06-14740-4
  - deutsch: Q, Hamburg, Assoziation A, 2016, ISBN 978-3-86241-450-5
- Asce di guerra, mit Vitaliano Ravagli, Mailand, Tropea, 2000, ISBN 88-438-0269-0
  - deutsch: Kriegsbeile. Aus dem Italienischen von Klaus-Peter Arnold, Berlin, Assoziation A, 2017, ISBN 978-3-86241-459-8
- 54, Turin, Einaudi, 2002, ISBN 88-06-16203-9
  - deutsch: 54, Berlin, Assoziation A, 2015, ISBN 978-3-86241-441-3
- Manituana, Turin, Einaudi, 2007, ISBN 978-88-06-18584-8
  - deutsch: Manituana. Aus dem Italienischen von Klaus-Peter Arnold, Berlin, Assoziation A, 2018, ISBN 978-3-86241-465-9.
- Altai, Turin, Einaudi, 2009, ISBN 978-88-06-19896-1 (Folgeband zu Q)
  - deutsch: Altai. Aus dem Italienischen von Klaus-Peter Arnold, Berlin, Assoziation A, 2016, ISBN 978-3-86241-452-9.
- L'armata dei sonnambuli, Turin, Einaudi Stile Libero Big, 2014, ISBN 978-88-06-21413-5
  - deutsch: Die Armee der Schlafwandler. Aus dem Italienischen von Klaus-Peter Arnold, Berlin, Assoziation A, 2020, ISBN 978-3-86241-474-1.
- Ufo 78, Turin, Einaudi 2022, ISBN 978-8-806-24891-8.
  - deutsch: Ufo 78. Aus dem Italienischen von Klaus-Peter Arnold, Berlin, Assoziation A, 2023, ISBN 978-3-86241-500-7.

### Kurzgeschichten
- Previsioni del tempo, Mailand, Edizioni Ambiente, 2008, ISBN 978-88-89014-51-6;  Turin, Einaudi, 2010. ISBN 978-88-06-20267-5
- Grand River. [Un viaggio], Mailand, Rizzoli, 2008, ISBN 978-88-17-02043-5

### Hörbücher
- Pontiac. Storia di una rivolta, mit Wu Ming 2, Giuseppe Camucoli und Stefano Landini, mit CD, Reggio Emilia, Vincent Books, 2010, ISBN 978-88-904980-0-8 (Text und Stimme von Wu Ming 2, Musik von Egle Sommacal, Paul Pieretto, Stefano Pilia, Federico Oppi. Illustrationen von Giuseppe Camuncoli und Stefano Landini)
- Basta uno sparo. Storia di un partigiano italo-somalo nella resistenza italiana, mit Wu Ming 2, mit CD, Massa, Transeuropa, 2010. ISBN 978-88-7580-099-4 (Text und Stimme von Wu Ming 2, Musik von Egle Sommacal, Paul Pieretto, Stefano Pilia, Federico Oppi)

### Diskografie
- Yo Yo Mundi, 54, Materiali Musicali/CD del Manifesto, 2004 (Texte aus dem Roman 54, rezitiert von Marco Baliani, Giuseppe Cederna, Fabrizio Pagella und Francesco Di Bella von 24 Grana.)
- Skinshout (Francesco Cusa, Gaia Mattiuzzi, Xabier Iriondo), Altai, Improvvisatore Involontario, 2010, (Eine Art Soundtrack zum Roman Altai)
- Wu Ming Contingent, Bioscop, Woodworm Label, 2014